# HD9393
HD9393 — хімічно пекулярна зоря спектрального класу B9, що має видиму зоряну величину в смузі V приблизно  8,6.
Вона  розташована на відстані близько 538,2 світлових років від Сонця.

## Пекулярний хімічний вміст
Зоряна атмосфера HD9393 має підвищений вміст 
Si
.